# (1049) Gotho
(1049) Gotho – planetoida z pasa głównego asteroid okrążająca Słońce w ciągu 5 lat i 166 dni w średniej odległości 3,1 au. Została odkryta 14 września 1925 roku w Landessternwarte Heidelberg-Königstuhl w Heidelbergu przez Karla Reinmutha. Nie wiadomo na czyją część planetoida została nazwana. Przed nadaniem nazwy nosiła oznaczenie tymczasowe (1049) 1925 RB.